# Partido judicial de Villagarcía de Arosa
El Partido judicial de Villagarcía de Arosa es uno de los 45 partidos judiciales en los que se divide la Comunidad Autónoma de Galicia, siendo el partido judicial n.º 2 de la provincia de Pontevedra.
El ámbito territorial, que viene regulado por el Real Decreto 529/1983, de 9 de marzo, comprende los municipios de :
Catoira, Isla de Arosa, Villagarcía de Arosa y Villanueva de Arosa.
La cabeza de partido y por tanto sede de las instituciones judiciales es Villagarcía de Arosa. La dirección del partido se sitúa en la Avenida de la Marina de la localidad. Villagarcía de Arosa cuenta con tres Juzgados de Primera Instancia e Instrucción.